# Várzea (Felgueiras)
Pour les articles homonymes, voir Várzea.
Várzea est une freguesia (« paroisse civile ») du Portugal, rattachée au concelho de Felgueiras et située dans le district de Porto et la région Nord. La superficie de Varzea est de 2,55 km2, la population de 2412 habitants (2001), et la densité de 945,9 hab/km2

## Organes de la paroisse
- L'assemblée de paroisse est présidée par Eufémia Maria da Costa Mota Loureiro Ferreira de Faria (groupe "PPD/PSD").
- Le conseil de paroisse est présidé par Artur da Cunha Faria (groupe "PPD/PSD").